# Cipria
«Cipria» (укр. Ціпрія) — італійський щомісячний жіночий журнал, що видається в Мілані, Італія.

## Історія та зміст
«Cipria» був заснований у 1994 році та видається в Мілані видавництвом Sfera Editore, що входить до складу RCS Periodici медіагрупи RCS MediaGroup. Журнал спеціалізується на висвітленні макіяжу та пов'язаних з ним тем моди та краси, містить велику кількість реклами й приділяє багато місця гороскопу.
Журнал коштує один євро і його можна придбати в газетних кіосках, але його також безкоштовно роздають клієнтам, які купують косметику та подібні товари в парфумерних магазинах і центрах краси.